# Nikolaj G. Basov
Nikolaj Gennadijevitj Basov (Николай Геннадиевич Басов), född 14 december 1922 i Usman i Lipetsk oblast, död 1 juli 2001 i Moskva, var en sovjetisk fysiker. Han tilldelades 1964, tillsammans med Charles H. Townes och Aleksandr M. Prochorov, Nobelpriset i fysik "för grundläggande arbeten inom kvantelektroniken, som lett till framställning av oscillatorer och förstärkare enligt maser-laserprincipen".
Basov tog examen 1950 vid Moskvas institut för teknisk fysik. Han erhöll en professur vid samma lärosäte och var också verksam vid P. N. Lebedev-institutet för fysik för vilken han var direktör 1973–1988. Han invaldes 1962 som korresponderande ledamot av Sovjetiska Vetenskapsakademien och blev fullvärdig ledamot 1966. Han invaldes 1975 som utländsk ledamot av svenska Kungliga Ingenjörsvetenskapsakademien.

## Utmärkelser
- Asteroiden 3599 Basov[6]

- Leninpriset,  1959
- Nobelpriset i fysik, med  Aleksandr M. Prochorov och Charles H. Townes,  1964[7][8]
- Leninorden,  27 april 1967
- Socialistiska arbetets hjälte,  13 mars 1969
- Leninorden,  13 mars 1969
- ”Hammare och skära”-guldmedaljen,  13 mars 1969
- Leninorden,  13 december 1972
- Leninorden,  17 september 1975
- Socialistiska arbetets hjälte,  13 december 1982
- Leninorden,  13 december 1982
- ”Hammare och skära”-guldmedaljen,  13 december 1982
- Hedersdoktor vid Madrids tekniska universitet,  28 januari 1985[9]
- Patriotiska krigsorden av andra graden,  11 mars 1985
- Kalingapriset,  1986[10]
- Sovjetunionens statliga pris,  1989
- Lomonosov-guldmedaljen,  1990[11]
- Edward Teller Award,  1991
- Ryska fäderneslandets förtjänstorden av andra graden,  13 december 1997
- Medlem av American Physical Society,  1998[12][13]
- Rysslands presidents pris för utbildning
- Republiken Polens förtjänstorden
- Kyrillos och Methodios-orden

[Redigera Wikidata]